# بينيتو إراولا دي سان خوان
بينيتو إراولا دي سان خوان (بالإسبانية: Benito de San Juan)‏ هو عسكري إسباني، ولد في 1727، وتوفي في 7 يناير 1809 في طلبيرة في إسبانيا.